# Bright Star
Bright Star er en serie militærøvelser for at teste indsætning af amerikanske styrker i Egypten. Øvelserne er blevet afholdt hvert andet år siden 1980. Baggrunden er Camp David-aftalen i 1979, som normaliserede forbindelserne mellem Egypten og Israel. Øvelsens omfang er øget for hver gang den er blevet holdt. I 2000 omfattede den 70.000 soldater fra 11 nationer.
Indsætningen af amerikanske styrker skal vise USA's evne til at forstærke sine allierede i Mellemøsten i krisesituationer. Selve deployeringen foregår ofte omkring flybasen Cairo West og Mubarak Military City. Alle våbenarter er involveret.
Efter Golfkrigen i 1991 øgede øvelserne specielt i omfang. I 2003 blev øvelsen aflyst på grund af at det amerikanske engagement i Irak og Afghanistan ikke efterlod ressourcer nok til at bruge på øvelsen.